# Sigismondo Nappi
Sigismondo Nappi (Milano, 1804 – Milano, 5 settembre 1832) è stato un pittore italiano.

## Biografia
Allievo di  Luigi Sabatelli all'Accademia di Brera e presso la scuola di Pelagio Palagi in Via Camperio, nel 1823 venne premiato all'esposizione braidense nel concorso per il disegno di figura con l'opera La morte di Geta.
Nel 1826, la sua tela La partenza di Attilio Regolo per Cartagine, valse all’artista il gran premio di Pittura al Concorso di I classe . Partecipò anche ad altre mostra accademiche, come quella del 1829, in cui espose un ritratto. 
La sua carriera artistica fu breve, il 5 settembre 1832, infatti, morì prematuramente all'età di ventotto anni. Nello stesso anno venne presentata postuma la tela raffigurante La morte di Baiardo, sua ultima opera, all'esposizione braidense.

## Opere
- La morte di Geta, disegno, 740 x 1050 mm, Pinacoteca di Brera [2]
- Incontro di Dante con Paolo e Francesca, 1823, olio su tela, 166 x 230 cm, collezione privata [3].
- La partenza di Attilio Regolo per Cartagine, 1826, olio su tela,  230 x 164 cm, Pinacoteca di Brera
- Predica di san Giovanni battista, municipio di Briosco, [4]
- Ritratto di Eufemia Cattaneo, olio su tela, 44 x 59,5 cm, Como, Pinacoteca di palazzo Volpi. [5].
- Ritratto di Galeazzo Cattaneo, olio su tela, 44 x 59,5 cm, Como, Pinacoteca di palazzo Volpi